# Josef Feneberg
Josef Feneberg (* 25. Januar 1923 in Heimenkirch; † 13. Oktober 2011 ebenda) war ein deutscher Politiker (CSU).

## Leben
Josef Feneberg besuchte die Volks- und Berufsschule und machte eine landwirtschaftliche Lehre auf dem elterlichen Hof. Nach seiner Teilnahme am Krieg gegen die Sowjetunion verbrachte er mehrere Jahre in sowjetischer Kriegsgefangenschaft in Sibirien. Danach besuchte er eine landwirtschaftliche Volkshochschule, übernahm den elterlichen Hof und war gleichzeitig Geschäftsführer einer Molkereigenossenschaft. Er war Vorsitzender der Landesvereinigung der Bayerischen Milchwirtschaft und 2. Vorsitzender des Zentralverbands der Bayerischen Milcherzeuger.
Feneberg war stellvertretender Landrat im Landkreis Lindau. Er war Mitglied des Bayerischen Landtags von 1970 bis 1994, stets über die Liste im Wahlkreis Schwaben gewählt.

## Ehrungen
- Verdienstkreuz am Bande der Bundesrepublik Deutschland 1984
- Verdienstkreuz 1. Klasse 1989
- Bayerische Verfassungsmedaille in Gold
- Bayerischer Verdienstorden